# Kněževes (Žďár nad Sázavou-i járás)
Kněževes település Csehországban, a Žďár nad Sázavou-i járásban. Kněževes Bory, Rousměrov, Ostrov nad Oslavou, Radostín nad Oslavou és Krásněves településekkel határos. Lakosainak száma 162 fő (2024. január 1.).

## Népesség
A település lakosságának változását az alábbi diagram mutatja:
| Lakosok száma | 270  | 269  | 270  | 250  | 190  | 169  | 147  | 149  | 151  | 162  |
|               | 1869 | 1890 | 1921 | 1950 | 1980 | 2001 | 2017 | 2019 | 2022 | 2024 |